# Jean Pontremoli
Jean Pontremoli (Parigi, 1º marzo 1902 – 23 giugno 1940) è stato un ingegnere, dirigente d'azienda e ufficiale francese, alto manager di società meccaniche, pioniere dell'industria aerenautica fu capo ingegnere della Alvis fino al 1940.

## Biografia
Jean Pontremoli nacque a Parigi nel giugno del 1902 da una famiglia ebraica esponente dell'alta borghesia cittadina. Il padre Emmanuel Pontremoli, tra gli architetti francesi più in vista del momento, e da Suzanne Hecht Pontremoli, raffinata collezionista d'arte ed intellettuale, imparentata con Marcel Proust. Il fervore culturale della famiglia fu molto stimolante per Jean che dopo aver frequentato Lycée Janson-de-Sailly, rinomata scuola liceale di Parigi con impronta tecnico-scientifica, si iscrisse all'École polytechnique.
Laureatosi in ingegneria meccanica, inizia a lavorare in alcune società meccaniche francesi, specializzandosi nello studio e nella progettazione di motori per aerei. Vista la grande abilità e talento divenne ben presto alto dirigente della società francese Gnome et Rhône, in qualità di capo ingegnere e direttore di produzione. La società era particolarmente attiva nella progettazione e produzione di motori meccanici, con una particolare specializzazione per quelli dell'aviazione aeronautica. Negli anni '30 scrisse molteplici studi e brevetti su motori aeronautici. Nel 1929 venne nominato cavaliere della Leggion d'honneur.
Dopo l'esperienza presso la Gnome et Rhône venne chiamato a dirigere la importante società inglese Alvis ltd. di Londra, anch'essa attiva nella produzione di motori. Rimase presso la Alvis in qualità di ingegnere capo sino al 1940, anno in cui decise di arruolarsi come volontario nell'esercito francese a seguito dell'attacco nazista. Con il grado di luogotenente dell'Artiglieria del 28º reggimento dell'Artiglieria Divisionale, viene assassinato dai nazisti il 23 giugno 1940. Lo stesso anno gli venne attribuita l'onorificenza francese Croix de guerre. Il fratello Michel, arruolatosi tra le file partigiane verrà assassinato durante un rallestramento nazista. 
Nel 2020 il Lycée Janson-de-Sailly di Parigi gli ha dedicato una targa commemorativa.

## Opere (parziale)
- Jean Pontremoli e Max Serruys, The influence of anti - detonants on the velocity of combustion and the temperature of exhaust in internal combustion motors, Nature, Parigi, 1928